# كريستينا مونخى
كريستينا مونخى أو كريستينا مونخى لاسييرا هي أكاديمية وأستاذة جامعية اسبانية بجامعة سرقسطة، من مواليد سرقسطة في  25 فبراير 1975، وهي باحثة متخصصة في علوم الاجتماع والسياسة والحركات الاجتماعية وحالات الطوارئ المناخية والتحول البيئي.

## السيرة الذاتية
درست كريستينا مونخي العلوم السياسية بين عامي 1993 و1998 في الجامعة الوطنية للتعليم عن بُعد (UNED)، كما حصلت على تدريب دراسات عليا بدرجة الماجستير في الاتحاد الأوروبي من نفس الجامعة ودرجة ماجستير أخرى في الاتصال السياسي من جامعة برشلونة المستقلة. أكملت دراساتها العليا حول مشاركة المواطنين، وحصلت على درجة الدكتوراه من جامعة سرقسطة، حيث قدمت أطروحة دكتوراه حول حركة 15-M، وهو موضوع تناولته أيضًا في كتابها 15M: حركة سياسية لإضفاء الطابع الديمقراطي على المجتمع.
مونخي أستاذة مشاركة في علم الاجتماع بجامعة سرقسطة وفي الجامعة الوطنية للتعليم عن بُعد، كما تتعاون مع عدة مؤسسات تدريبية مثل المعهد الوطني للإدارات العامة وعدد من الجامعات في مجالات مشاركة المواطنين والديمقراطية والاستدامة البيئية. تعمل أيضًا مستشارة في منظمات مثل مؤسسة إيكولوجيا إي ديساريو ومؤسسة رينوبلابس.
كما تشغل مونخي منصب محررة لمجموعات حول السياسة والديمقراطية في دار نشر جيديسا وفيها أصدرت كتابها عام 2019 بعنوان Hackear la Política. وهي أيضًا عضو في هيئة تحرير مجلة إثيك وتنشر مقالاتها كمحللة سياسية في وسائل إعلام مثل غرين أوروبيان جورنال وإل باييس وكادينا سيروإنفوليبرِه وتي في إي.
شاركت في تحليل المناظرة التليفزيونية للمرشحين في الانتخابات العامة 2023 التي نظمها التليفزيون الاسباني.